# Диртутькальций
Диртутька́льций — бинарное неорганическое соединение, интерметаллид
кальция и ртути
с формулой CaHg2,
кристаллы.

## Получение
- Сплавление стехиометрических количеств чистых веществ в инертной атмосфере:

{\displaystyle {\mathsf {Ca+2Hg\ {\xrightarrow {746^{o}C}}\ CaHg_{2}}}}

## Физические свойства
Диртутькальций образует кристаллы тригональной сингонии, пространственная группа P 3m1 или
гексагональной сингонии, пространственная группа P 6/mmm, параметры ячейки a = 0,4894 нм, c = 0,3571 нм, Z = 1,
структура типа дикадмийцезия CeCd2 или диборида алюминия AlB2
.
Соединение конгруэнтно плавится при температуре 746 °C.